# Иванков, Иван Александрович
Ива́н Алекса́ндрович Иванко́в (бел. Іван Аляксандравіч Іванкоў; род. 10 апреля 1975 года, Минск, Белорусская ССР) — белорусский гимнаст. В 1994 и 1997 годах чемпион мира в многоборье и 1994 и 1996 годах на чемпионате Европы. Заслуженный мастер спорта Республики Беларусь (1994).
Иванков выступал более десяти лет на международной арене. Несмотря на достижения в выступлениях на чемпионатах мира, Европы и других соревнованиях он ни разу не завоёвывал медали на Олимпийских играх.

## Детство и начало выступлений
Иванков родился в Минске в 1975 году. Заниматься гимнастикой начал в возрасте 6 лет В 14 лет стал членом молодёжной сборной СССР.
Иванков зарекомендовал себя в качестве одного из сильнейших гимнастов на юношеском чемпионате Европы-1991 в Греции, где он победил в многоборье, вольных упражнениях на коне, перекладине и кольцах.

## Спортивная карьера

### 1992—1996
На чемпионате Европы среди юниоров в 1992 году Иван помог завоевать белорусской команде золотую медаль. На первом для себя чемпионате мира в 1993 году, он выиграл бронзовую медаль на кольцах. В 1994 году стал прорывным в спортивной карьере Иванкова. На чемпионате мира 1994 года в Брисбене, он выиграл золотую и бронзовую медали. В том же году он выиграл соревнования в многоборье на чемпионате Европы в Праге и хорошо показал себя в других международных соревнованиях. На соревнованиях в Брисбене, Иванков получил травму ахиллова сухожилия. Травмы вынудили его пропустить чемпионат мира 1995 года в Сабаэ. После успеха на чемпионате Европы в 1996 году Иван считался одним из основных претендентов на медали на Олимпийских играх 1996 года в Атланте. Однако после прибытия в Атланту Иванков повредил ахиллово сухожилие и не смог выступить на Олимпийских играх.

### 1997—2004
После травмы ахиллова сухожилия Иванкову потребовалось хирургическое вмешательство и серьёзная многомесячная реабилитация. Через год после травмы Иван вернулся к соревнованиям и выиграл свою вторую золотую медаль в многоборье на чемпионате мира 1997 года. В 2001 году он привёл белорусскую команду к золотой медали на чемпионате мира в Генте, Бельгия. В индивидуальных упражнениях он занял второе место в многоборье. Два года спустя, Беларусь финишировала 13-й на чемпионате мира в Анахайме и не смогла попасть на Олимпийские игры 2004 года в Афинах. Иванков выступал в Афинах в индивидуальных соревнованиях. После выступлений на чемпионатах мира 2005 и 2006 годов, Иванков решил закончить спортивную карьеру.

## Личная жизнь
В 2001 году Иванков женился на инструкторе по фитнесу Сюзанне. Они развелись в 2007 году, и в том же году он вступил в повторный брак. В последние годы он проживал в Оклахоме и работал тренером в Академии гимнастики. В 2001 году он стал крёстным отцом сына Алексея Немова. В 2009 году Иванков начал работать тренером в Иллинойсе. В настоящее время он владеет тренажёрным залом в Массачусетсе.